# Chrysotoxum
Chrysotoxum (Meigen, 1803) is een zweefvliegengeslacht waarvan de soorten veel op gewone wespen lijken. Daarom worden deze vliegen fopwespen genoemd.

## Fopwespen in Nederland en België
In Nederland en België komen tien soorten fopwespen voor waarvan vijf soorten vrij algemeen zijn. Van de andere vijf soorten zijn twee soorten vrij zeldzaam en drie soorten zeer zeldzaam of uitgestorven in Nederland.
De meest algemene soorten zijn de donkere fopwesp, de grote fopwesp en de stipfopwesp.
De bolle fopwesp en de streepfopwesp komen op minder plaatsen verspreid over Nederland voor.
De heidefopwesp en de Saksische fopwesp zijn vrij zeldzaam.
De bergfopwesp, de kale fopwesp en de variabele fopwesp zijn zeer zeldzaam of geheel uit Nederland verdwenen.

## Afbeeldingen

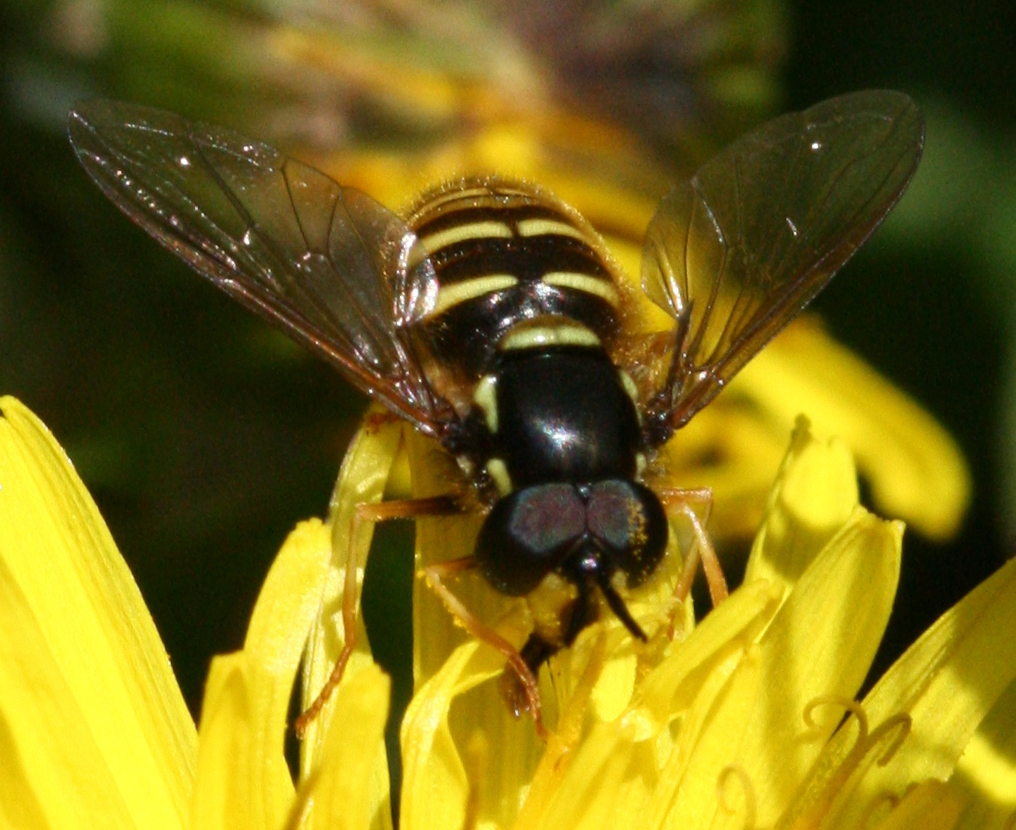
Chrysotox arcuatum
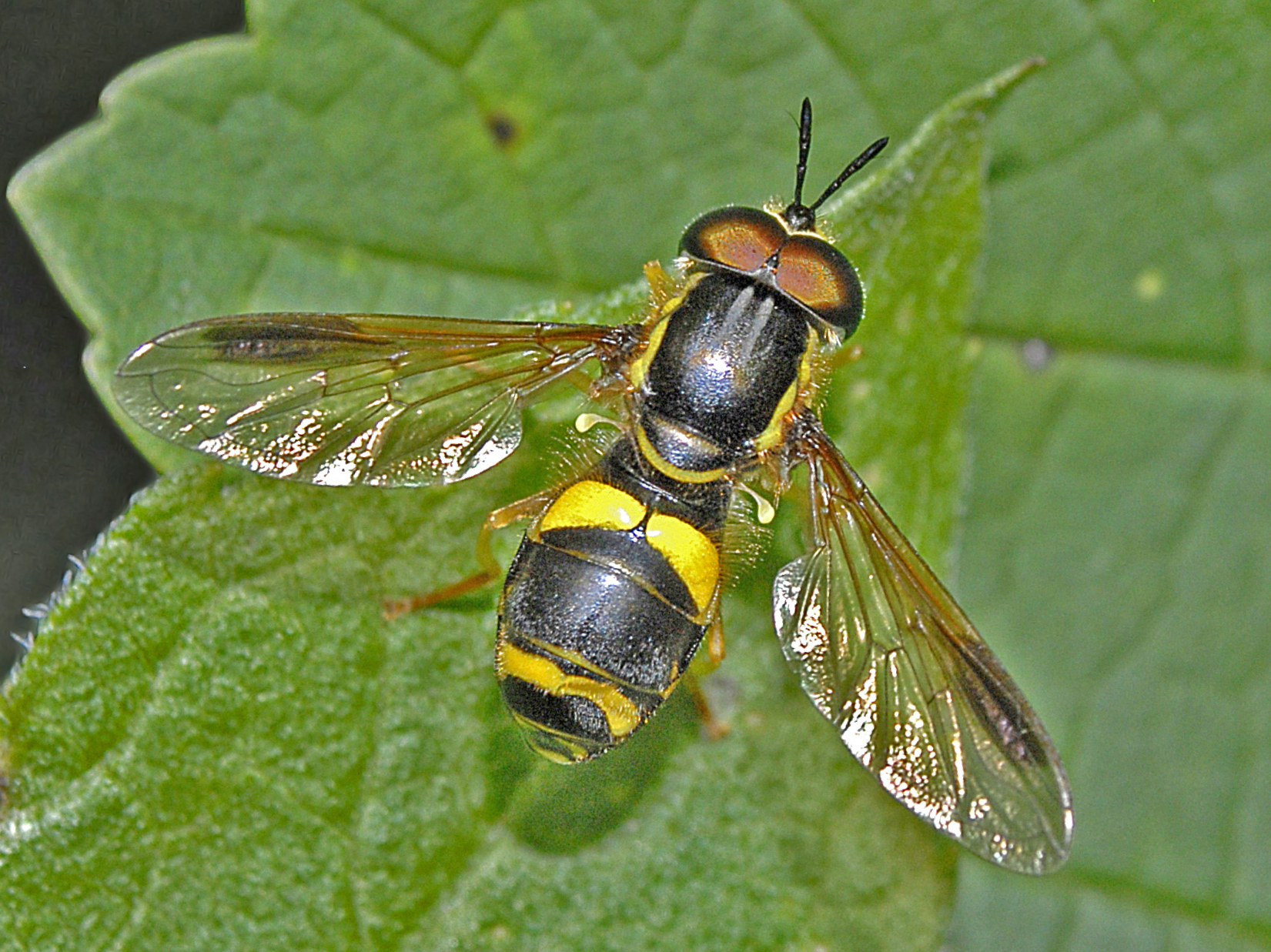
Chrysotoxum bicinctum
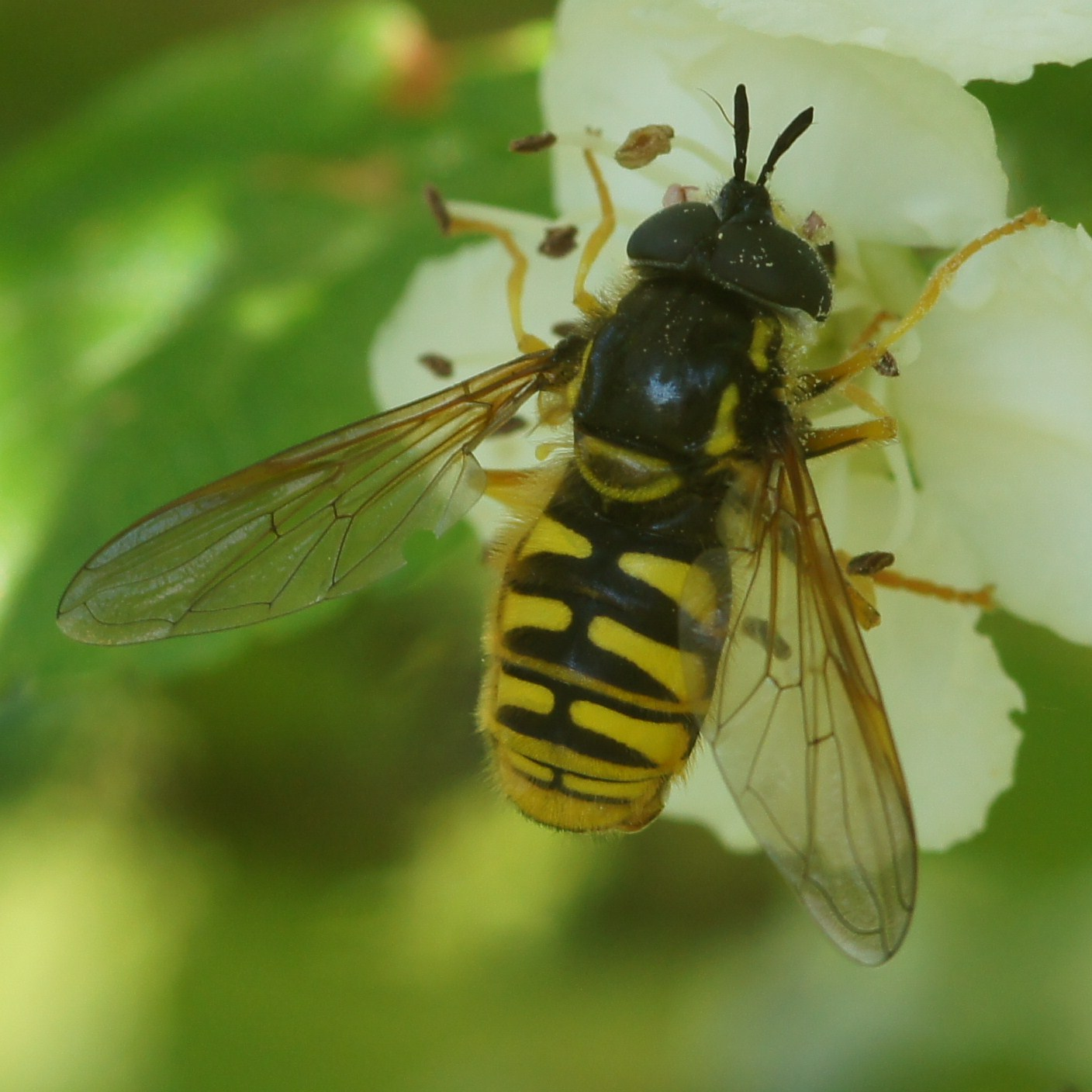
Chrysotoxum cautum
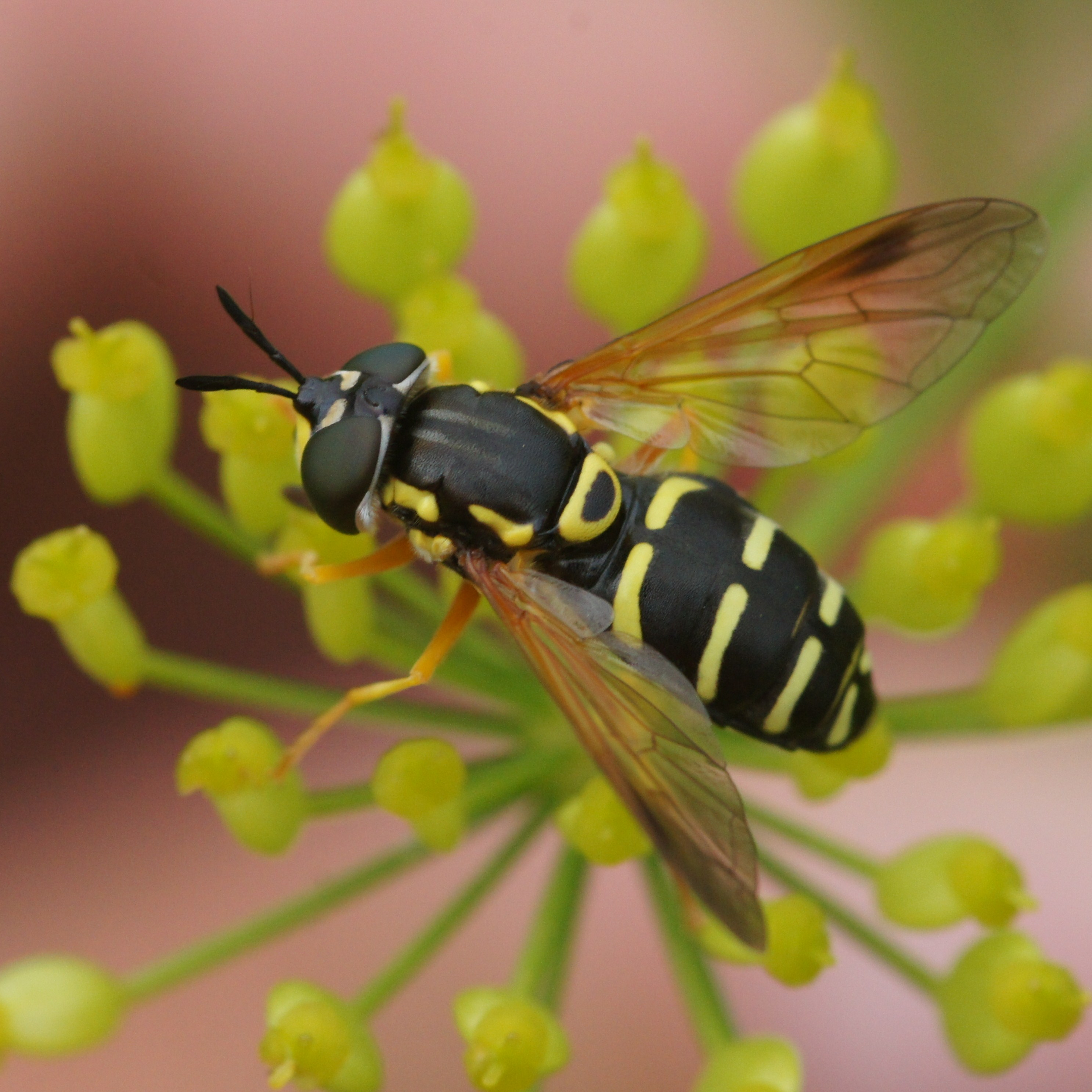
Chrysotoxum festivum
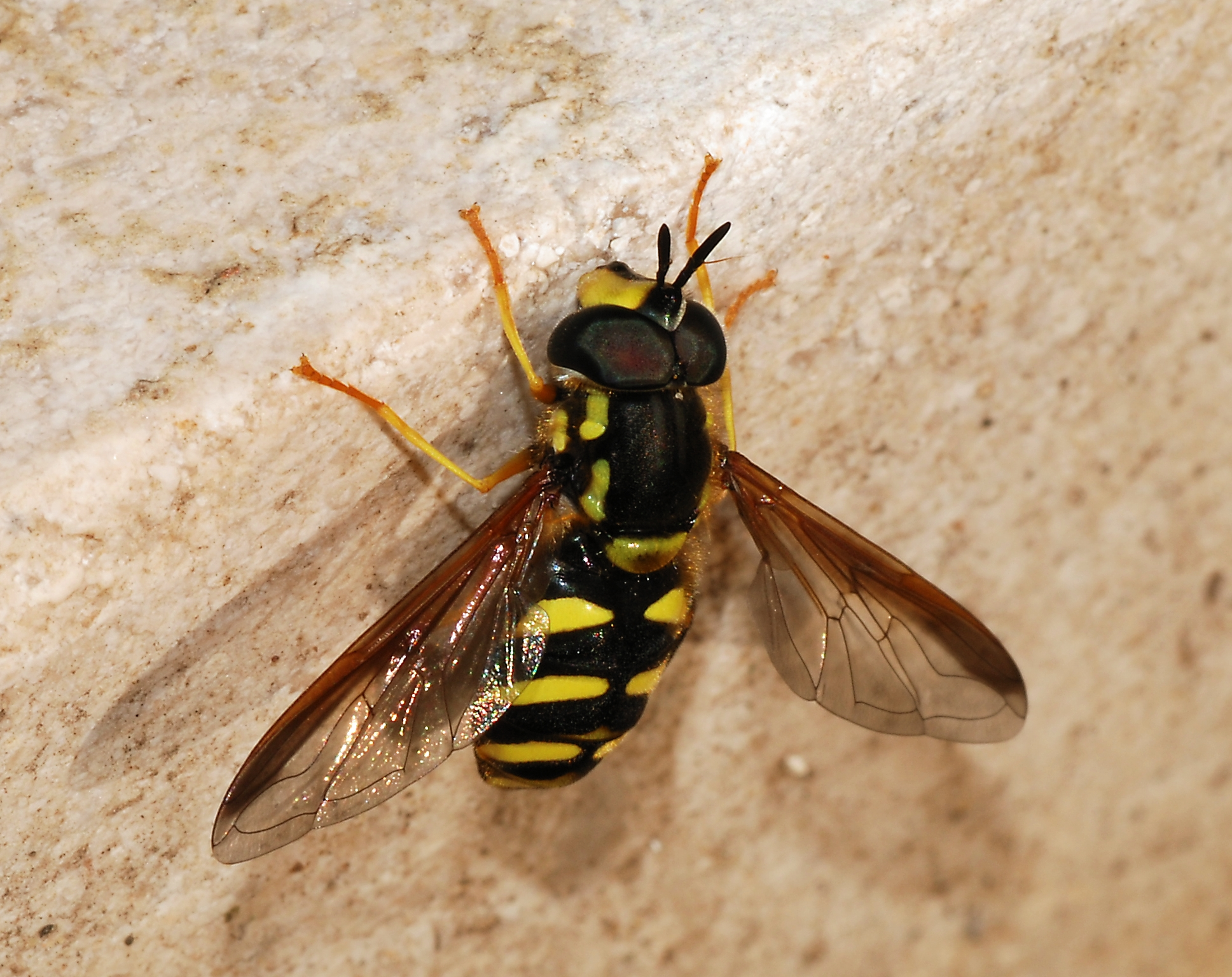
Chrysotoxum intermedium
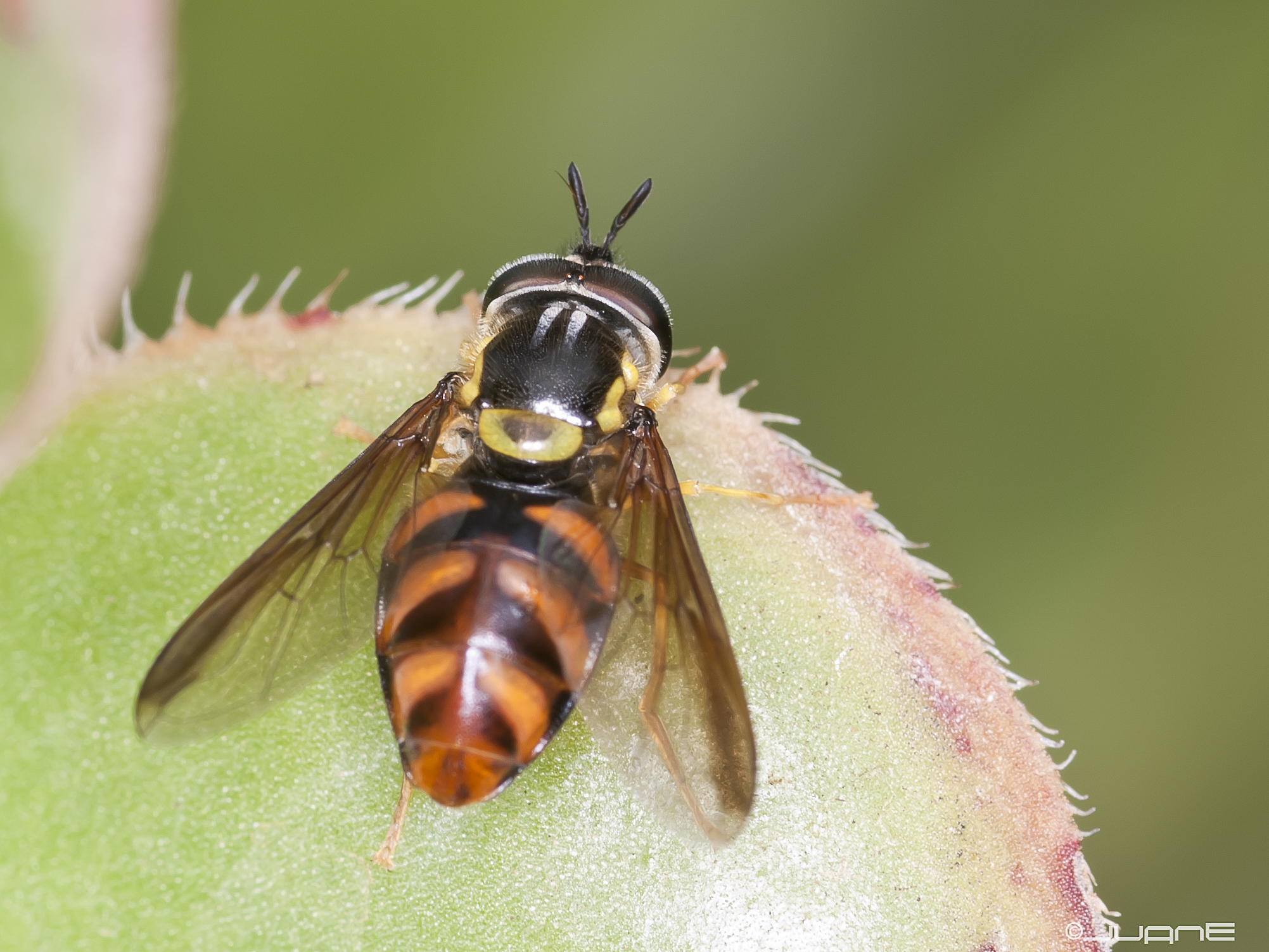
Chrysotoxum triarcuatum

## Soortenlijst
| - Chrysotoxum amurense Violovitsh, 1973 - Chrysotoxum arcuatum (Linnaeus, 1758) - Chrysotoxum asiaticum Becker, 1921 - Chrysotoxum bactrianum Violovitsh, 1973 - Chrysotoxum bajkalicum Violovitsh, 1973 - Chrysotoxum bicinctum (Linnaeus, 1758) - Chrysotoxum caucasicum Sack, 1930 - Chrysotoxum cautum (Harris, 1776) - Chrysotoxum chakassicum Violovitsh, 1975 - Chrysotoxum chinook Shannon, 1926 - Chrysotoxum cisalpinum Róndani, 1845 - Chrysotoxum coreanum Shiraki, 1930 - Chrysotoxum derivatum Walker, 1849 - Chrysotoxum elegans Loew, 1841 - Chrysotoxum fasciatum (Müller, 1764) - Chrysotoxum fasciolatum (De Geer, 1776) - Chrysotoxum festivum (Linnaeus, 1758) - Chrysotoxum flaveolum Violovitsh, 1973 - Chrysotoxum flavifrons Macquart, 1842 - Chrysotoxum fratellum Shannon, 1926 - Chrysotoxum gracile Becker, 1921 - Chrysotoxum graciosum Violovitsh, 1975 - Chrysotoxum grande Matsumura, 1911 - Chrysotoxum hameleon Violovitsh, 1973 - Chrysotoxum impressum Becker, 1921 - Chrysotoxum intermedium Meigen, 1822 - Chrysotoxum kozhevnikovi Smirnov, 1925 - Chrysotoxum kozlovi Violovitsh, 1973 - Chrysotoxum lanulosum Violovitsh, 1973 - Chrysotoxum laterale Loew, 1864 - Chrysotoxum latifasciatum Becker, 1921 | - Chrysotoxum lessonae Giglio-Tos, 1890 - Chrysotoxum lineare (Zetterstedt, 1819) - Chrysotoxum lydiae Violovitsh, 1964 - Chrysotoxum montivagum Violovitsh, 1973 - Chrysotoxum octomaculatum Curtis, 1837 - Chrysotoxum parmense Róndani, 1845 - Chrysotoxum parvulum Violovitsh, 1973 - Chrysotoxum perplexum Johnson, 1924 - Chrysotoxum przewalskyi Portschinsky, 1887 - Chrysotoxum pubescens Loew, 1864 - Chrysotoxum radha Violovitsh, 1971 - Chrysotoxum radiosum Shannon, 1926 - Chrysotoxum rhodopense Drensky, 1934 - Chrysotoxum robustum Portschinsky, 1887 - Chrysotoxum rossicum Becker, 1921 - Chrysotoxum rubzovi Violovitsh, 1973 - Chrysotoxum sackeni Giglio-Tos, 1890 - Chrysotoxum sapporense Matsumura, 1916 - Chrysotoxum sibiricum Loew, 1856 - Chrysotoxum skufjini Violovitsh, 1973 - Chrysotoxum stackelbergi Violovitsh, 1953 - Chrysotoxum stenolomum Violovitsh, 1973 - Chrysotoxum subbicinctum Violovitsh, 1956 - Chrysotoxum testaceum Sack, 1913 - Chrysotoxum triarcuatum Macquart in Webb & Berthelot, 1839 - Chrysotoxum verae Violovitsh, 1973 - Chrysotoxum vernale Loew, 1841 - Chrysotoxum verralli Collin, 1940 - Chrysotoxum villosulum Bigot, 1883 - Chrysotoxum willistoni Curran, 1924 - Chrysotoxum ypsilon Williston, 1887 |